# Eremiaphila fraseri
Eremiaphila fraseri è una specie di mantide religiosa appartenente al genere Eremiaphila.